# 卡米諾峰

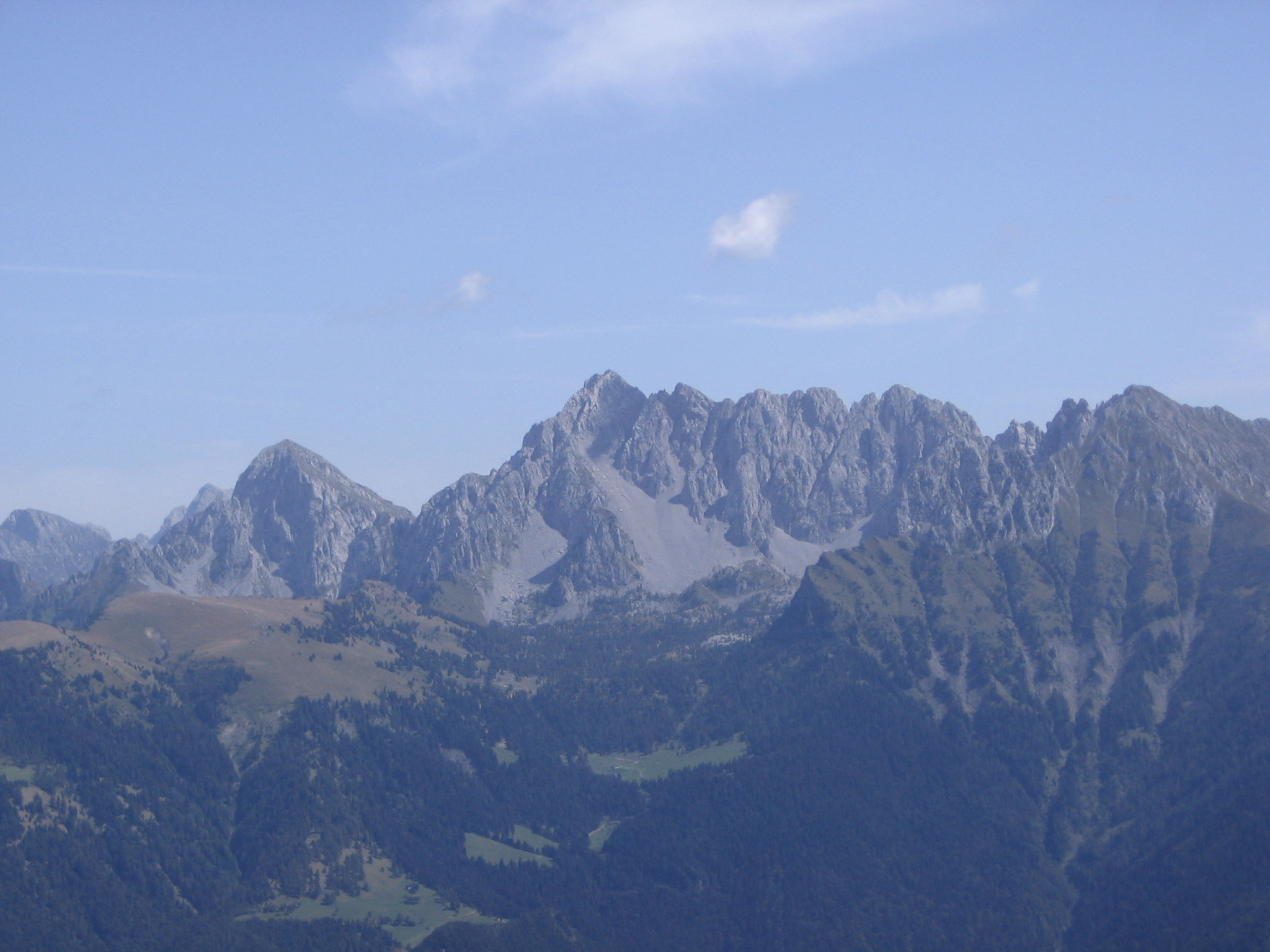

45°58′59″N 10°10′38″E / 45.98306°N 10.17722°E
卡米諾峰（義大利語：Pizzo Camino），是意大利的山峰，位於該國北部，由倫巴第大區負責管轄，屬於柏加馬前阿爾卑斯山脈的一部分，海拔高度2,492米，每年平均降雨量1,599毫米。